# Liste der Biografien/Hl
Liste der Biografien |
Portal Biografien |
Personensuche
# |
A |
B |
C |
D |
E |
F |
G |
H |
I |
J |
K |
L |
M |
N |
O |
P |
Q |
R |
S |
T |
U |
V |
W |
X |
Y |
Z |
?
 
Ha |
Hd |
He |
Hi |
Hj |
Hk |
Hl |
Hm |
Hn |
Ho |
Hr |
Hs |
Ht |
Hu |
Hv |
Hw |
Hy
Die Liste der Biografien führt alle Personen auf, die in der deutschsprachigen Wikipedia einen Artikel haben. Dieses ist eine Teilliste mit 118 Einträgen von Personen, deren Namen mit den Buchstaben „Hl“ beginnt.

## Hl

### Hla
- Hla Nyunt (* 1938), myanmarischer Boxer
- Hla, Peter (* 1952), myanmarischer Geistlicher, Bischof von Pekhon
- Hlad, Ladislav (1908–1979), tschechoslowakischer Geistlicher, Weihbischof in Prag
- Hlade, Christian (* 1964), österreichischer Unternehmer und Autor
- Hladijtschuk, Jana (* 1993), ukrainische Stabhochspringerin
- Hladik, Hermann (1871–1947), österreichisch-tschechoslowakischer Politiker
- Hladik, Peter (* 1941), deutscher Schauspieler, Synchron- und Hörspielsprecher
- Hladík, Petr (* 1948), tschechoslowakischer Radrennfahrer
- Hladík, Radim (1946–2016), tschechischer Fusionmusiker (Gitarre, Komposition) und Musikproduzent
- Hladík, Václav (1868–1913), tschechischer Schriftsteller, Journalist und Übersetzer
- Hladisch, Helmut (* 1961), österreichischer Künstler
- Hladký, Josef (* 1962), tschechoslowakisch-deutscher Freistilschwimmer
- Hladký, Richard (* 1977), tschechischer Handballspieler
- Hladký, Václav (* 1990), tschechischer Fußballtorwart
- Hladkyj, Oleksandr (* 1987), ukrainischer Fußballspieler
- Hladnik, Boštjan (1929–2006), jugoslawischer bzw. slowenischer Filmregisseur
- Hladnik, Franz (1773–1844), slowenischer Botaniker und Lehrer
- Hladnik, Hans (1899–1951), österreichischer Politiker (SPÖ), Mitglied des Bundesrates
- Hladny, Waltraut (* 1950), österreichische Politikerin (SPÖ), Mitglied des Bundesrates
- Hladtschanka, Stanislau (* 1994), belarussischer Freestyle-Skisportler
- Hladun, Marija (* 1996), ukrainische Handballspielerin
- Hladun, Maryna (* 1992), ukrainische Beachvolleyballspielerin
- Hladun, Oleksandr (* 1973), russisch-ukrainisch-deutscher Handballspieler, -trainer und -funktionär
- Hlady, Gregory (* 1954), ukrainischer Schauspieler und Theaterregisseur
- Hladyr, Tetjana (* 1975), ukrainische Langstreckenläuferin
- Hladysch, Roman (* 1995), ukrainischer Radsportler
- Hlaing Bo Bo (* 1996), myanmarischer Fußballspieler
- Hlaing Myo Aung (* 1996), myanmarischer Fußballspieler
- Hlaing, Min Aung (* 1956), myanmarischer GeneralMin Aung Hlaing (* 1956)

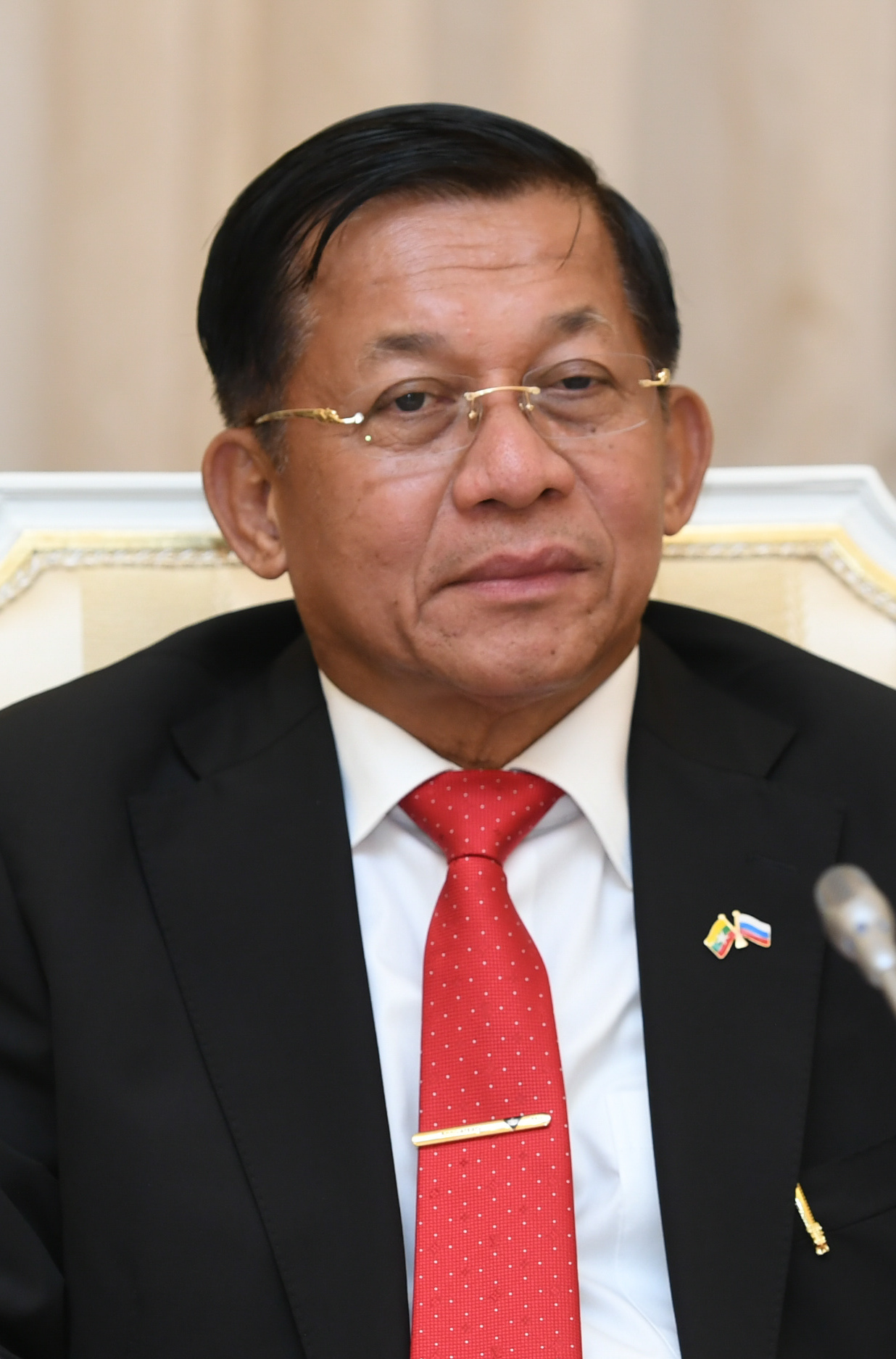
Min Aung Hlaing (* 1956)

- Hlasa, Kenneth (* 1955), lesothischer Leichtathlet
- Hlasek, Jakob (* 1964), Schweizer Tennisspieler
- Hlasiwetz, Heinrich (1825–1875), österreichischer Chemiker
- Hłasko, Marek (1934–1969), polnischer Schriftsteller
- Hlaskow, Wjatscheslaw (* 1984), ukrainischer Boxer
- Hlatshwayo, Isaac (* 1977), südafrikanischer Boxer
- Hlauschtschanka, Wolha (* 1978), belarussische Tennisspielerin
- Hlava, Jakub (* 1979), tschechischer Skispringer
- Hlava, Lukáš (* 1984), tschechischer Skispringer
- Hlava, Vincenc (1782–1849), böhmischer Pomologe und Förster
- Hlavac, Elisabeth (* 1952), österreichische Juristin und Politikerin (SPÖ), Mitglied des Bundesrates, Abgeordnete zum Nationalrat, MdEP
- Hlavac, Franz (* 1948), österreichischer Fernsehjournalist
- Hlaváč, Jan (* 1976), tschechischer Eishockeyspieler
- Hlaváč, Vít (* 1997), tschechischer Leichtathlet
- Hlavaček, Anton (1842–1926), österreichischer Maler
- Hlaváček, Ivan (* 1931), tschechischer Historiker
- Hlaváček, Josef (1864–1944), böhmischer Harmonikabauer
- Hlaváček, Karel (1874–1898), tschechischer Dichter und Kunstmaler
- Hlaváčková, Jana (* 1981), tschechische Tennisspielerin
- Hlaváčová, Daniela (* 1945), tschechische Schauspielerin
- Hlaváčová, Jana (1938–2024), tschechische SchauspielerinJana Hlaváčová (1938–2024)

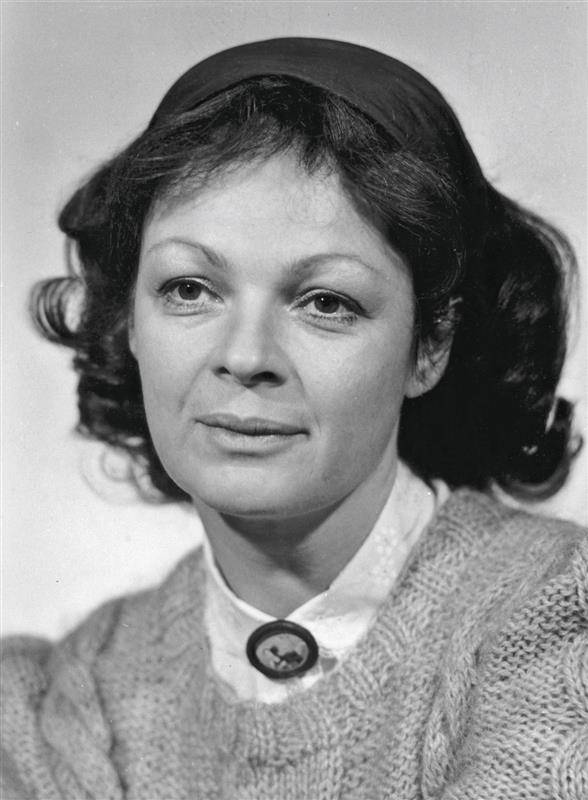
Jana Hlaváčová (1938–2024)

- Hlavaj, Samuel (* 2001), slowakischer Eishockeytorwart
- Hlavajova, Maria (* 1971), slowakische Kunsthistorikerin und Kuratorin
- Hlavaty, Jana (* 1941), US-amerikanische Skilangläuferin
- Hlavatý, Václav (1894–1969), tschechoslowakisch-US-amerikanischer Mathematiker
- Hlavenková, Beata (* 1978), tschechische Jazz-Pianistin, Arrangeurin und Komponistin
- Hlávka, Josef (1831–1908), tschechischer Baumeister, Architekt und Mäzen
- Hlávková, Lenka (1974–2023), tschechische Musikwissenschaftlerin
- Hlavoňová, Zuzana (* 1973), tschechische Hochspringerin
- Hlavsa, Oldřich (1889–1936), tschechischer Maler
- Hlavsa, Oldřich (1909–1995), tschechischer Typograf, Buchgestalter und Schriftsteller
- Hlavsová, Tereza (1986–2006), tschechische Biathletin
- Hlawa, Stephan (1896–1977), österreichischer Bühnen- und Kostümbildner, Maler und Graphiker
- Hlawaczek, Eduard (1808–1879), böhmischer Mediziner und Autor
- Hlawati, Edith (* 1957), österreichische Rechtsanwältin und Managerin
- Hlawati, Franz (1868–1940), österreichischer Geistlicher und Politiker (SDAP), Landtagsabgeordneter, Großprior der österreichischen Statthalterei des Ritterordens vom Heiligen Grab zu Jerusalem
- Hlawatsch, Veronika (* 1971), österreichische Tongestalterin und Filmeditorin
- Hlawaty, Graziella (1929–2012), österreichische Schriftstellerin
- Hlawazki, Aljaksandr (* 1970), belarussischer Weit- und Dreispringer
- Hlawe, Sam (* 1952), eswatinischer Marathonläufer
- Hlaweniczka, Kurt (1930–2008), österreichischer Architekt
- Hlawitschka, Eduard (* 1928), deutscher Historiker
- Hlawka, Edmund (1916–2009), österreichischer Mathematiker
- Hlawka, Maria (1914–2005), österreichische Politikerin (SPÖ), Landtagsabgeordnete

### Hle
- Hleb, Aljaksandr (* 1981), belarussischer FußballspielerAljaksandr Hleb (* 1981)

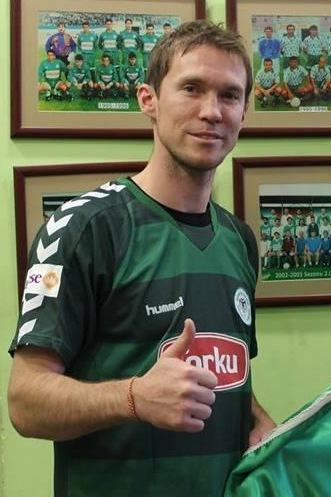
Aljaksandr Hleb (* 1981)

- Hleb, Wjatschaslau (* 1983), belarussischer Fußballspieler
- Hlebowicz, Jan († 1549), Marschall von Polen, Wojewode von Witebsk, Połock und Wilno
- Hledík, Jiří (1929–2015), tschechischer Fußballspieler
- Hledíková, Zdeňka (1938–2018), tschechische Historikerin, Mediävistin, Archivarin, Kodikologin und Paläographin
- Hlewagastiz, germanischer Metallhandwerker

### Hli
- Hlibko, Iryna (* 1990), ukrainische Handballspielerin
- Hlibow, Leonid (1827–1893), ukrainischer Schriftsteller, Dichter, Verleger, Fabelschreiber, Lyriker, Dramaturg und Publizist
- Hliddal, Petur (* 1945), Tonmeister
- Hlín Eiríksdóttir (* 2000), isländische Fußballspielerin
- Hlinetzky, Emil (1913–1943), deutscher Turner
- Hlinka, Andrej (1864–1938), slowakischer katholischer Priester, Politiker und NationalistenführerAndrej Hlinka (1864–1938)

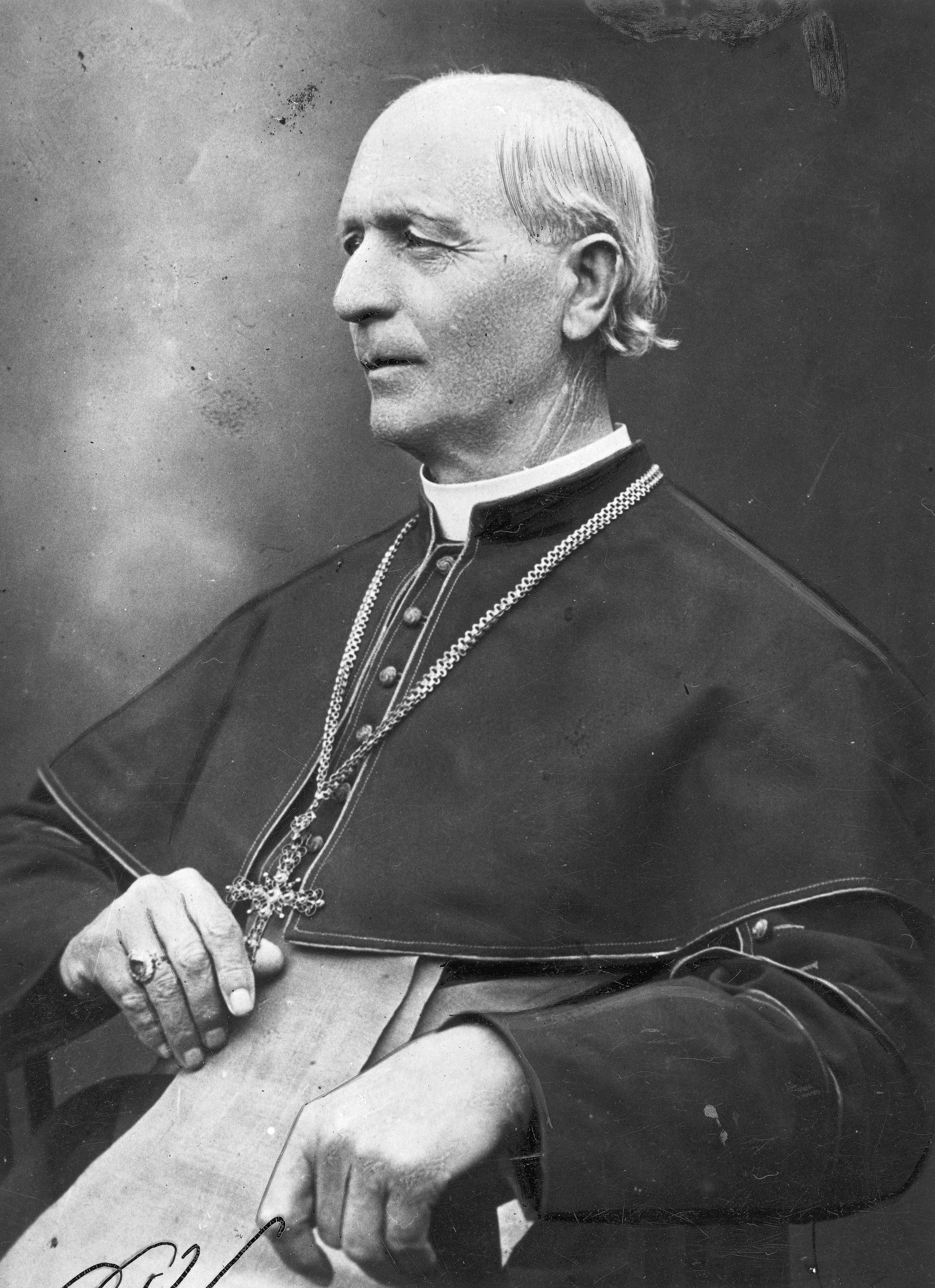
Andrej Hlinka (1864–1938)

- Hlinka, Ivan (1950–2004), tschechischer Eishockeyspieler und -trainer
- Hlinka, Janka (* 1995), US-amerikanisch-slowakische Eishockeyspielerin und -trainerin
- Hlinka, Jaroslav (* 1976), tschechischer Eishockeyspieler
- Hlinka, Martin (* 1976), slowakischer Eishockeyspieler
- Hlinka, Miroslav (1972–2014), slowakischer Eishockeyspieler
- Hlinka, Peter (* 1978), slowakischer Fußballspieler

### Hlo
- Hlobil, Emil (1901–1987), tschechischer Komponist und Musikpädagoge
- Hlobil, Rudolf (1908–1942), österreichischer Arbeiter und Gegner des Nationalsozialismus
- H’loch-Wiedey, Ulla (1920–2002), deutsche Bildhauerin
- Hlond, August (1881–1948), polnischer Theologe, Erzbischof von Gnesen und Posen, Erzbischof von Warschau und Primas in Polen
- Hlophe, Siphiwe, AIDS-Aktivistin in Eswatini
- Hlothhere († 685), König von Kent
- Hlotow, Oleksandr (* 1953), ukrainischer Literaturwissenschaftler und Journalist
- Hlouch, Josef (1902–1972), tschechoslowakischer Theologe, Bischof von Budweis
- Hlouschek, Theodor (1923–2010), deutscher Komponist
- Hloušek, Adam (* 1988), tschechischer Fußballspieler
- Hloušek, Jan (1950–2014), tschechischer Geologe, Mineraloge und Historiker
- Hlowa, Oksana (* 1976), ukrainische Biathletin
- Hložek, Adam (* 2002), tschechischer FußballspielerAdam Hložek (* 2002)

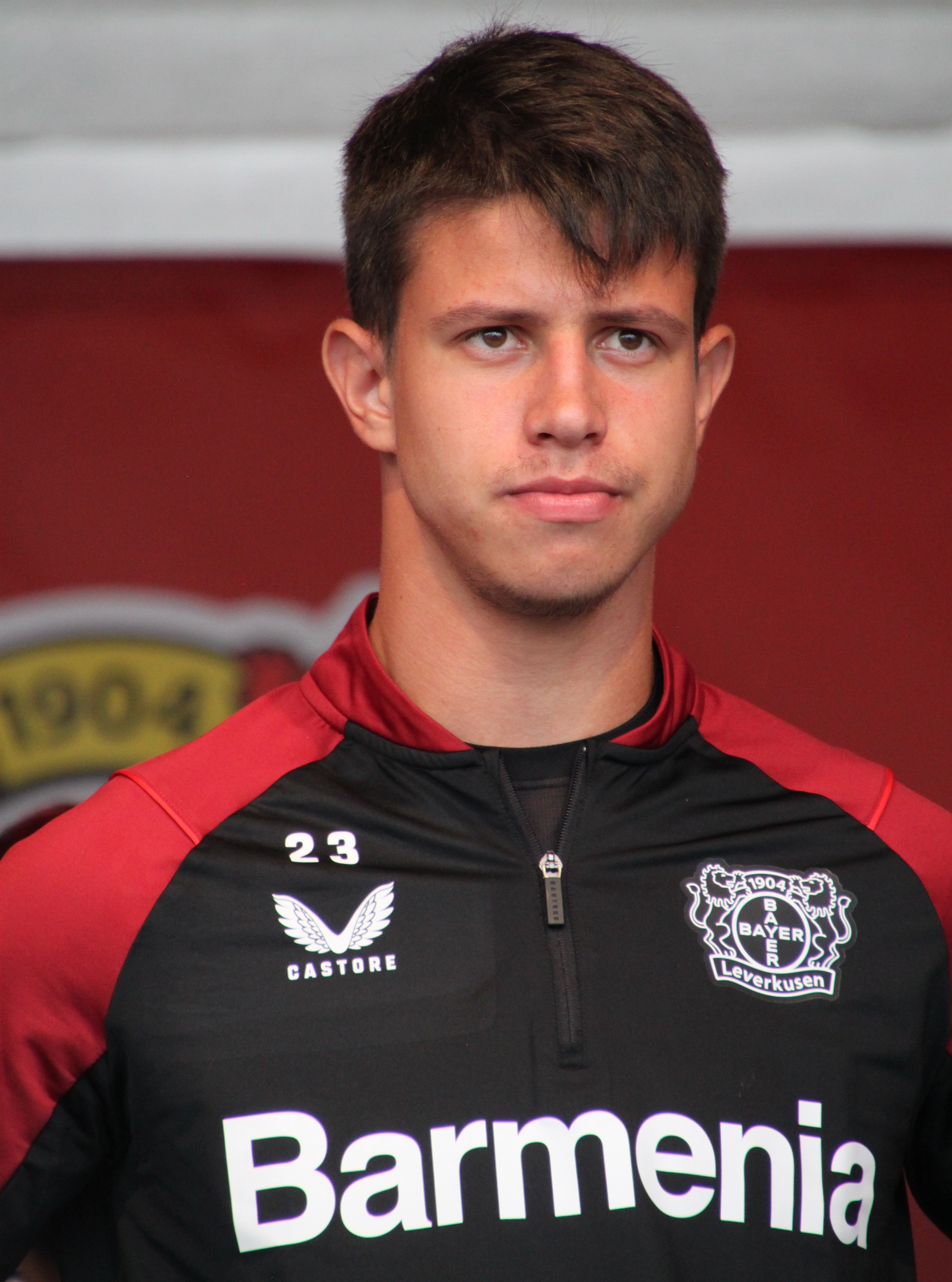
Adam Hložek (* 2002)

- Hložník, Vincent (1919–1997), slowakischer Grafiker, Maler, Illustrator und Briefmarkenkünstler

### Hlu
- Hlubek, Franz Xaver von (1802–1880), österreichischer Agronom und landwirtschaftlicher Schriftsteller
- Hluchá, Vendula (* 1997), tschechische Mittelstreckenläuferin
- Hluchowa, Schanna (* 2007), ukrainische Skispringerin
- Hlungwani, Ashley (* 1991), südafrikanischer Sprinter
- Hlungwani, Jackson (1923–2010), südafrikanischer Bildhauer
- Hlúpik, Filip (* 1991), tschechischer Fußballspieler
- Hluschtschenko, Mykola (1901–1977), ukrainischer Kunstmaler und sowjetischer Agent
- Hluschtschenko, Tetjana (* 1956), ukrainische Handballspielerin
- Hlushko, Todd (* 1970), kanadischer Eishockeyspieler
- Hlusman, Semen (* 1946), ukrainischer Psychiater und Menschenrechtler sowie sowjetischer Dissident

### Hly
- Hlynur Bæringsson (* 1982), isländischer Basketballspieler
- Hlywka, Andrij (* 1973), ukrainischer Skispringer
- Hlywka, Wolodymyr (* 1973), ukrainischer Skispringer